# ائوگنیوش کوشوتسکی
ائوگنیوش کوشوتسکی (لهستانی: Eugeniusz Koszutski؛ ‏تلفظ لهستانی: [ɛwˈɡɛɲuʐ]؛ ‏ ۲۶ دسامبر ۱۸۸۱ – ۲۲ اوت ۱۹۴۶) بازیگر اهل لهستان بود.
از فیلم‌هایی که وی در آن‌ها نقش داشته‌است، می‌توان به جنگل جوان، دوازده صندلی، یکصد متر عشق، اسباب‌بازی، همه مجاز به عشق ورزیدن هستند، خواننده ورشویی، شوهرم امشب چه می‌کند؟، رز، پان تفاردوفسکی، ۳۰ قیراط خوشبختی و الفبای عشق اشاره نمود.